# Хегевалд
Хегевалд е краткотрайно съществувало германско селище, създадено от края на 1942 г. по заповед на Хайнрих Химлер близо до неговата щабквартира, разположена на около 2 км южно от украинския град Житомир.

## История
Селището е построено под ръководството на архитекта Бернхард Кайпер. След прогонването на 15 000 украинци на тяхно място са заселени 10 000 етнически германски „фолксдойче“ заселници, преместени от окупираните територии на Полша, главно от Волиня, или от разпръснати села в Украйна – декември 1942 г. и март 1943 г., след провала на първоначалния проект за заселване на заселници от Скандинавия и Холандия.
Районът включва двадесет и седем селища по протежение на пътя, свързващ Виница и Житомир.
Проектът е труден за изпълнение, главно поради нежеланието на фолксдойче и страха от партизански атаки. Украинските и полските германци пристигат с влак, след като са насилствено изгонени от домовете си, и се заселват в къщите на убити или прогонени украински селяни, заедно с техните мебели, добитък и провизии. Повечето от къщите са в лошо състояние и има значителен недостиг на дърва за огрев, зимни дрехи и обувки. Планираните училища все още не са построени. На тях са разпределени парцели около къщите, но останалата част от земеделието трябва да се извършва под формата на кооперации. Провеждат се нерелигиозни коледни партита, за да се отбележи „завръщането на светлината“. Зимата забавя благоустройствените работи и пристигането на храна и дрехи. Освен това много прогонени украинци се завъръщат в района откъдето са. Заселниците са евакуирани през ноември 1943 г. към Вартеланд при пристигането на Червената армия.
В началото на 1943 г. Тео Хеншел, регионален представител на Главната служба за преселване на расови и селищни колонии на СС, също нарежда създаването на друга колония, наречена Фьорстерщат (днес Черняхив, разположен северно от Житомир), за да се предпази от нападения на партизани. 9000 заселени заселници бягат от ноември 1943 г. с приближаването на Червената армия, която окончателно освобождава Житомир на 4 февруари 1944 г.